# 레슬리 스테판슨
레슬리 스테판슨(Leslie Stefanson, 1971년 5월 10일 ~ )은 미국의 모델, 영화배우이자 예술가이다.

## 출연 작품
- 언브레이커블
- 장군의 딸
- 헌티드